# 大尾燈鱂
大尾燈鱂，為輻鰭魚綱鯉齒目鯉齒亞目花鳉科的其中一種，分布於非洲安哥拉北部及中部流域，體長可達5公分，屬肉食性，棲息在水淺的溪流、湖泊、沼澤，生活習性不明。

## 擴展閱讀
維基物種上的相關：大尾燈鱂